# Patisiran
Patisiran (Onpattro, Hersteller Alnylam Pharmaceuticals) ist ein Arzneistoff zur Behandlung der hereditären ATTR-Amyloidose (hATTR). Es ist der erste zugelassene Vertreter („First-in-class“) einer vergleichsweise neuen Wirkstoffklasse, die auf der RNA-Interferenz (RNAi oder auch RNA-Silencing) beziehungsweise der Gen-Stilllegung beruht. In den Biowissenschaften hat sich RNA-Interferenz als eine Möglichkeit zur vorübergehenden Stilllegung von Genen („Gen-Knockdown“) etabliert. Man spricht bei dieser Substanzklasse von RNAi-Therapeutika.
Patisiran hat Orphan-Drug-Status, das heißt, es ist ein Arzneimittel gegen eine seltene Krankheit.

## Anwendungsgebiet
Patisiran wird zur Behandlung der hereditären Transthyretin-Amyloidose (hATTR-Amyloidose) bei erwachsenen Patienten mit Polyneuropathie der Stadien 1 oder 2 angewendet und intravenös infundiert.

## Gegenanzeigen und Nebenwirkungen
Patisrian darf nicht bei einer starken Überempfindlichkeit (z. B. Anaphylaxie) angewendet werden. Es wurden keine formalen klinischen Studien zur Erfassung von Wechselwirkungen durchgeführt. Die häufigsten Nebenwirkungen, die bei mit Onpattro behandelten Patienten beobachtet wurden, sind periphere Ödeme (29,7 %) und infusionsbedingte Reaktionen (18,9 %). Die einzige Nebenwirkung, die zum Absetzen von Onpattro führte, war eine infusionsbedingte Reaktion (0,7 %).

## Wirkungsmechanismus
Patisiran ist eine siRNA und zielt auf eine konservierte Sequenz in der 3′-untranslatierten Region der mRNA für TTR (Transthyretin). Es kommt zu einem katalytischen Abbau der TTR-mRNA in der Leber und in der Folge zu einer Reduktion des TTR-Proteins im Serum. Der Wortstamm -siran im Freinamen des Arzneistoffs steht für „small interfering RNA“.

## Zulassungen
In den USA wurde Patisiran am 10. August 2018 von der FDA zugelassen. Am 27. August 2018 folgte in der Europäischen Union die Zulassung zur Behandlung der hATTR-Amyloidose bei erwachsenen Patienten mit Polyneuropathie der Stadien 1 oder 2 durch die Europäische Kommission. Onpattro wurde im beschleunigten Verfahren zugelassen, das bei Wirkstoffen zum Einsatz kommt, die einen hohen „ungedeckten medizinischen Bedarf“ adressieren. Es gibt kaum Behandlungsmöglichkeiten. Patisiran ist nach Tafamidis (November 2011) und dem im Juli 2018 zugelassenen Inotersen das dritte Arzneimittel zur Behandlung der hATTR-Amyloidose.
Die Zulassungen basieren auf den Ergebnissen der Studien
- APOLLO (Phase 3): The Study of an Investigational Drug, Patisiran (ALN-TTR02), for the Treatment of Transthyretin (TTR)-Mediated Amyloidosis.[9]

- OLE (Phase 2): The Study of an Investigational Drug, Patisiran (ALN-TTR02), for the Treatment of Transthyretin (TTR)-Mediated Amyloidosis in Patients Who Have Already Been Treated With ALN-TTR02 (Patisiran).[10]

## Frühe Nutzenbewertung
- Der Gemeinsame Bundesausschuss (G-BA) attestiert dem Wirkstoff Patisiran im Rahmen der frühen Nutzenbewertung von Arzneimitteln nach § 35a SGB V einen „beträchtlichen Zusatznutzen“.[11]
- Der Vorsitzende des G-BA, Josef Hecken, wird zitiert: „Darüber hinaus zeigt z. B. das Ergebnis für das Orphan Drug Onpattro® (Patisaran), dass es sehr wohl möglich ist, auch für Arzneimittel zur Behandlung seltener Erkrankungen aussagefähige und verwertbare Studien vorzulegen, einschließlich valider Daten zur Lebensqualität.“[12]

## Sonstiges
Patisiran hat in den USA im Jahr 2020 den Arzneimittel-Award Galenus-von-Pergamon-Preis („Prix Galien“) in der Kategorie Best Biotechnology Product gewonnen. Die Jury würdigte damit die Nobelpreis-prämierte Wissenschaft hinter Onpattro und ihren Nutzen für Patienten mit hATTR.